# Xã Moltke, Michigan
Xã Moltke (tiếng Anh: Moltke Township) là một xã thuộc quận Presque Isle, tiểu bang Michigan, Hoa Kỳ. Năm 2010, dân số của xã này là 296 người.